# یوزفووو (شهرستان سوواوکی)
یوزفووو (به لهستانی:  Józefowo) یک روستا در لهستان است که در گمینا راچکی واقع شده‌است.